# Bücker Bü 181
O Bücker Bü 181 Bestmann foi um avião monoplano monomotor, construído pela Bücker Flugzeugbau GmbH. Foi muito usado pela Luftwaffe como avião de treino e instrução.